# Català pallarès
El català pallarès és la varietat constitutiva del català al Pallars, amenaçat pel despoblament, que destaca pel seu arcaisme afavorit per un evident aïllament geogràfic.

## Característiques
Característiques principals del pallarès:

### Fonètica

#### Vocalisme
- Existeixen casos en què hi ha e oberta quan en català general hi ha e tancada:
  - En paraules que tenien e curta en : herba.
  - En possessius: meu, teu, seu
  - En mots que tenien E llarga o I curta en llatí: cera, neu (en Sort, Senet, Esterri, Cardós, Vallferrera).
  - En paraules que tenien A en llatí: lleit, i formes del verb fer.
  - Sufix -er < -ARIUS, igual que en català ribagorçà.
  - Palatalització de la -l- en els grups consonàntics BL, CL, PL: bllanc, cllau, pllaça

#### Consonantisme
- Coincideix amb el ribagorçà en el fet que hi ha casos en què els grups llatins: -DY-, -GY- i -Y- han evolucionat a -i- (pronunciat [j]) (com en aragonès), i no pas a -j-, -tj-, -ig- com en el català general: mai (maig), pui (puig), maior (major), goi (goig)...
- Evolució del grup N'R> nr, sense la -d- epentètica: divenres (divendres)...
- En el conjunt de la llengua és el dialecte on es concentren més casos d'evolució de -NN- llatina a -n- simple i no pas a -ny-: cabana (cabanya), cana (canya), canaula (canyaula)...

### Morfologia
- Els demostratius presenten formes sonoritzades: aguet (aquest), aguestos (aquests), "aquella" (aquella).
- Utilitza l'article lo alternant amb el i les per al plural masculí: les cotxes (els cotxes).
- Combina els pronoms febles li + en > li'n, en compte de "n'hi".
- Convivència en present d'indicatiu de 1a conjugació de les formes: -am (4ª), -au (5ª) / -em, -eu.
- Els imperfets d'Indicatiu acaben en -eva o -iva: feva (feia), voleva o voliva (volia), sentiva (sentia).
- Es conjuguen de forma incoativa tots els verbs de la tercera conjugació i, com és propi del bloc occidental, l'incoatiu és "ix", però amb la particularitat que "ix" es pronuncia despalatalitzat [is] i no pas [iʃ]: "ell repetís" (ell repeteix/repetix).
- El verb ser, fa el present d'indicatiu amb les formes: és (2ª), é (3ª).
- No diferencia per i per a.
- Utilitza la partícula cap per a negar: é cap veritat (no és veritat).
- Conservació de la -n en el plural dels proparoxítons llatins acabats en nasal (hòmens, jóvens), com en la major part dels dialectes occidentals.

## Lèxic
El lèxic pallarès té una forta personalitat i presenta nombrosos mots específics o compartits amb alguna altra variant del català. Entre d'altres, hi trobem: 
'antosta' (envà), 'aguest, aguell' (demostratius), 'astí/ací' (aquí), 'baürta' (brossa, plantes de bosc baix), 'carrereta' (cama-sec), 'cascarres' (boletes d'excrement enganxades a la pell o als pèls d'alguns animals), 'cauba' (balma), 'eixir/ixir' (sortir), 'fato' (beneit), 'fraga' (maduixa o fraula bosquetana), 'goiat' (noi, minyó, xicot), 'potxó' (petó, bes), 'popa' (pit, sina), 'sarnalla' (sargantana), 'sirro' (llana bruta tal com surt de l'ovella tot just havent-la xollada), 'supo-supo (fer)' (sortir al pas, seguir de prop), 'xolís' (embotit fet amb la millor carn del porc).